# Villa Elisa
Villa Elisa è una città del Paraguay, situata nel dipartimento Central.

## Popolazione
Al censimento del 2002 Villa Elisa contava una popolazione di 53 166 abitanti. Il distretto è privo di una zona rurale.

## Storia
Il 22 marzo 1938, sotto la presidenza di Félix Paiva, le comunità di Colonia Elisa, Ysatí e Ypatí, dipendenti dal municipio di San Antonio, riuscirono a farsi riconoscere come nuovo distretto con il nome di Villa Elisa.